# Décès en 1245
Décès
- 1241
- 1242
- 1243
- 1244
- 1245
- 1246
- 1247
- 1248
- 1249

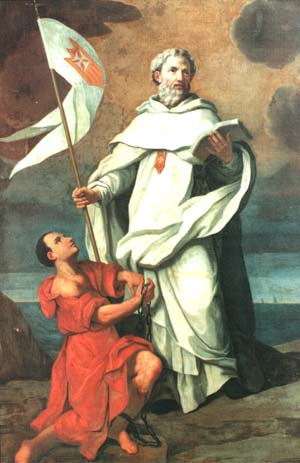
Pierre Nolasque, mort en 1245.

Cette page dresse une liste de personnalités mortes au cours de l'année 1245 :
- 22 mars : Roger Ier de Fézensaguet, vicomte de Fézensaguet.
- Entre le 3 et le 6 juin : Goffredo da Trani, cardinal-diacre de S. Adriano.
- 22 juillet : Kolbeinn Arnórsson, chef islandais du clan des Ásbirningar qui a joué un rôle actif pendant l'âge des Sturlungar.
- 19 août : Raimond Bérenger IV de Provence, comte de Provence et comte de Forcalquier.
- 21 août : Alexandre de Hales, théologien et philosophe franciscain anglais, appelé le docteur irréfragable.
- 12 septembre : Arnaud de Galard, évêque d'Agen.
- 4 décembre : 
  - Poppon d'Andechs-Méranie, évêque de Bamberg.
  - Christian de Oliva, ou  Christian de Prusse, premier évêque de Prusse.

- Fujiwara no Tadataka, noble de cour japonais (Kugyō).
- Guido Fabe, prêtre italien, professeur de rhétorique à l'université de Bologne, auteur de traités de rhétorique et de musicologie.
- Guy de Cortone, noble espagnol réputé pour sa charité,  bienheureux dans l'Église catholique.
- Pierre Nolasque, religieux occitan, qui a fondé l'ordre de Notre-Dame-de-la-Merci, pour le rachat des captifs.
- Jean de la Rochelle, philosophe et théologien franciscain.
- Rousoudan Ire de Géorgie, reine de Géorgie de la dynastie des Bagratides.

## Crédit d'auteurs
- Cet article est partiellement ou en totalité issu de l'article intitulé « 1245 » (voir la liste des auteurs).